# Saint-Michel-de-Bellechasse
| Saint-Michel-de-Bellechasse            |                        |
| Welcome to Saint-Michel-de-Bellechasse |                        |
| Coordenadas: 46º52'N, 70º50'W          |                        |
| Província                              | Quebec                 |
| Região administrativa                  | Chaudière-Appalaches   |
| Incorporado em                         | 1 de julho de 1855     |
| Prefeito                               | Léonard Leclerc        |
| Código postal                          | 24 19110               |
|                                        |                        |
| Área                                   |                        |
| - Cidade                               | 54,43 km², 21,77 mi²   |
| Fuso horário                           | UTC -5                 |
| População (2006)                       |                        |
| - Cidade                               | 1.665                  |
| - Densidade                            | 31 hab/km², 76 hab/mi² |

Saint-Michel-de-Bellechasse é uma municipalidade canadense do conselho  municipal regional de Bellechasse, Quebec, localizada na região administrativa de Chaudière-Appalaches. Em sua área de pouco mais de 54 km, habitam 1 665 pessoas.